# Чисельність населення
Чисельність населення — кількість людей які проживають в певному населеному пункті, місцевості, країні. Динаміка зміни чисельності населення є важливим демографічним показником. Чисельність населення змінюється в результаті народжуваності, смертності й міграції.

## Відомості про кількість населення
В Україні як і в більшості держав світу, існує дві основні форми обліку населення — поточний облік та переписи населення. Поточний облік населення в Україні проводять місцеві органи влади, які реєструють народження, смерть, укладання й розірвання шлюбу, в'їзд громадян на територію села чи міста чи виїзд з неї. Відомості передають у районні управління і Державний комітет статистики України, де їх опрацьовують і узагальнюють станом на 1 січня кожного року. Так, на початку 2009 року в Україні проживало 46 144 000 осіб.
Для отримання детальніших відомостей про населення приблизно раз на десять років проводять переписи населення. Це комплексні заходи зі збирання, обробки й публікування статистичних, економічних і соціальних даних про населення країни загалом на момент проведення перепису. В Україні такий перепис був у грудні 2001 року, згідно з яким населення України становило 48 457 000 осіб.
Дані, отриманні під час переписів та в результаті поточного обліку населення, використовують для прогнозування та розробки рекомендацій щодо подальшого розвитку певних територій, поселень, держави в цілому. Перші переписи населення на українських землях відбулося 1867 року в межах Австро-Угорщини, у 1897 році — у межах Росії. Дані деяких переписів на українських землях, що входили до складу різних держав, фальсифікують з ініціативи панівних на той момент політичних режимів. Матеріали перепису1937 року були знищені. Тому складно відтворити точну картину зміни чисельності населення України, особливо до середини 1950-х років.
Відомості про чисельність населення в межах теперішньої України в часи Давньоруської, Козацько-гетьманської держави, недержавницькі періоди доволі приблизні. Зіставивши їх з достатньо точними даними обліку населення із середини XX століття, можемо скласти певне уявлення про загальні риси зміни чисельності жителів України.
Упродовж XX століття на українських землях можна виділити чотири періоди великих втрат населення. Причинами перших трьох були війни й злочинні акції тоталітарного режиму, а останнього, що спостерігається і зараз,- особливості соціально-економічних умов життя населення.
Перші масштабні втрати чисельності населення (загалом 9 000 000 осіб) припадають на період Першої світової та громадянської воєн, російської інтервенції в 1918—1921 роках, а також штучного голодомору в 1921—1922 рр. (понад 1 000 000 осіб).
Другий період, катастрофічний для українського народу, — це кінець 20-х — початок 30-х років. У 1929 році 1 300 000 селян були визнані куркулями й примусово вивезені (депортовані) на північ і схід Росії та Казахстану. Тоді ж почалася масове фізичне винищення української інтелігенції на східноукраїнських землях. Однак найжахливіша за своїм масштабом і жорстокістю злочинна акція більшовицького режиму була здійснена у 1932–1933 роках, коли в українських селян відібрали всі запаси продовольства. Жителі сіл у пошуках їжі йшли до міст, харчувалися корінням рослин, корою дерев. З настанням зими вони почали масово вмирати, часто цілими селами. На кордонах радянської України стояли посилені загони міліції й війська, які не давали можливості приреченим на голодну смерть українським селянам їх перетнути. Жертвами цього голодомору стали від 7 500 000 до 10 000 000 осіб. Точних даних немає, оскільки матеріали перепису населення 1937 року були знищені.
Ще один період, на який випали значні втрати чисельності населення — це Друга світова війна й перші повоєнні роки. Від 5 000 000 до 7 000 000 військового й цивільного населення загинуло у війні, 2 200 000 мешканців Україні було вивезено на роботу в Німеччину. Крім того, із західноукраїнських земель близько 800 000 осіб було депортовано в 1939—1941 рр. та понад 200 000 — у 1944—1951 рр. Ще близько 400 000 знижено в тюрмах, заморено голодом 1946 р.
Лише в 1959 р. чисельність населення України досягла рівня 1941 р. Далі вона поступово зростала до 1993 р. З 1993 р. чисельність населення України зменшується.

## Природний рух населення України
Від чого ж залежить чисельності населення країни в мирний час? Нескладно здогадатися, що збільшуватися вона може за рахунок народження дітей або в'їзду на територію держави мешканців з інших країн (еміграція) зумовлюють збільшення чисельності жителів країни. Зміни чисельності та складу населення в результаті лише народжуваності та смертності називають природним рухом населення.
Різниця між народжуваністю та смертністю становить природний приріст населення. Народжуваність, смертність, природний приріст населення визначають як в абсолютних, так і у відносних одиницях. Абсолютний приріст населення показує різницю між загальною кількістю народжених і померлих за певний проміжок часу (найчастіше за рік). Наприклад, на території України в 1990 році він становив 27 600 осіб, оскільки за рік народилося 657 000 осіб, а померло 629 600 осіб.
Абсолютний приріст залежить від загальної чисельності населення. Тому, щоб порівняти темпи зростання населення, користуються відносними величинами. Для цього абсолютні показники ділять на середню чисельність жителів країни в цьому проміжку часу і визнають кількість народжених, померлих та природний приріст у розрахунку на 1000 осіб населення. Їх називають коефіцієнтами народжуваності, смертність та природного приросту. Так, за згаданий уже 1990 рік, коли середня чисельність України становила 51 900 000 осіб, коефіцієнт народжуваності становив 12,66, смертність — 12,13, а природного приросту — 0,53 на 1000 осіб населення.
Коефіцієнт народжуваності на території України впродовж XX століття постійно знижувався. Якщо на початку століття в сім'ях здебільшого було по 3-6 дітей, то під його кінець почали переважати сім'ї з однією чи двома дітьми. Такі процеси були характерними не лише для України, а й для більшості розвинутих країн Європи. Поступовий перехід до малодітної сім'ї пов'язують із підвищенням освітнього рівня громадян, відходом від традиції, зростанням участі жінок у суспільному виробництві, підвищенням загального рівня життя. Так, коефіцієнт народжуваності в межах теперішньої України
1913 р. — 44,
1940 р. — 28,
1965 р. — 15,3
1991 р. — 12,1,
2001 р. — 7,7,
2008 р. — 11,0 на 1000 жителів.
Отже тільки на початку XXI століття він почав дещо підвищуватися.